# UHZ1
Quasar
UHZ1 est un quasar très lointain. Avec un décalage vers le rouge d'environ 10,1, sa distance est estimée à 13,2 milliards d'années-lumière. Il est ainsi, notamment, l'une des galaxies les plus vieilles jamais observées, puisque sa lumière observée a été émise lorsque l'Univers avait environ 3 % de son âge actuel,. Pour détecter cet objet céleste, les astronomes manipulant le télescope spatial à rayons X Chandra ont utilisé une lentille gravitationnelle créée par l'amas Abell 2744.
La découverte de cet objet a conduit des astronomes à suggérer que les germes des premiers quasars pourraient être des direct collapse black hole (en), issus de l'effondrement d'étoiles primordiales supermassives lors des débuts de l'Univers.

## Impact sur la recherche astronomique
La découverte par Chandra-JWST d'un objet ayant un redshift de ≈ 10,1 au centre d'UHZ1 révèle que des trous noirs supermassifs (TNSM) en accrétion existaient déjà environ 470 millions d'années après le Big Bang.
L'une des questions ouvertes sur la formation de TNSM est de savoir s'ils proviennent de trous noirs de masse stellaire, de restes de la mort d'étoiles massives ou s'il existe des mécanismes qui forment des « graines » initiales plus lourdes pour commencer leur formation. Les données d'UHZ1 montrent que le TMSM qu'il contient doit avoir eu soit une croissance continue dépassant la limite d'Eddington pendant plus de 200 millions d'années, soit une origine à partir d'une graine massive, préférant cette dernière hypothèse.

## UHZ1 comme premier candidat potentiel pour l'OBG
La source de rayons X détectée par Chandra dans UHZ1 a une luminosité bolométrique de Lbol ∼ 5  × 1045 erg s−1, ce qui correspondrait à une masse estimée de ∼ 4  × 107 M☉,.
Les données collectées à partir d'UHZ1 sont en accord avec des prédictions théoriques prévoyant l'existence d'une classe unique d'objets célestes transitoires à fort décalage vers le rouge, connus sous le nom de Outsize Black Hole Galaxies (d) (OBGs). Celles-ci seraient de lourdes graines initiales de trous noirs qui se sont probablement formées à partir de l'effondrement direct de nuages de gaz. En raison de l'accord entre les propriétés multi-longueurs d'onde d'UHZ1 et les prédictions du modèle théorique, certains astronomes suggèrent que UHZ1 contient le premier candidat OBG détecté,.

## Spectroscopie
UHZ-1, positionné à α = 3°.567070796, δ = − 30 °.3778606, a été observé entre le 31 juillet et le 1er août 2023 par le télescope spatial James Webb pour un total de 7,1 heures, observations qui permettent sans ambiguïté de confirmer le décalage vers le rouge spectroscopique z = 10,073 ± 0,002 de ce trou noir actif à rayons X avec une rupture de Lyman-α fortement identifiée et plusieurs raies d'émission : NIV] λ1485, CIV λλ1548, 1550, CIII] λλ1907,  1909, Mg II λ2799, [OII] λλ3727, 3729 et [Ne III] λλ3869.
Le spectre est probablement dominé par la lumière de la galaxie hébergeant UHZ-1, NAG à rayons X. L'analyse UV/optique et la synthèse de la population stellaire donne une masse stellaire pour le système hôte de log M⋆ = 8,1 ± 0,1 M⊙, soit équivalent à 126 millions de masses solaires. La taille et la masse de la galaxie hôte d'UHZ-1 semblent relativement typiques des autres galaxies z ≈ 10 connues.